# Boogschieten op de Aziatische Spelen 2002
Boogschieten was een onderdeel van de Aziatische Spelen 2002 in Busan, Zuid-Korea. Mannen en vrouwen konden individueel en in teams meedoen.

## Medaillewinnaars
| Onderdeel             | Goud                                                        | Zilver                                                       | Brons                                                              |
| Mannen (individueel)  | Hiroshi Yamamoto                                            | Yuji Hamano                                                  | Im Dong-Hyun                                                       |
| Mannen (team)         | KOR Kim Kyuong-Ho Im Dong-Hyun Han Seung-Hoon Kim Sek-Keoan | TPE Chen Szuyuan Liao Chiennan Wang Cheng-Pang Liu Minghuang | KAZ Stanislav Zabrodskiy Maxim Yelisseyev Alexandr Li Vitaliy Shin |
| Vrouwen (individueel) | Yuan Shu Chi                                                | Kim Mun-Jeong                                                | Yun Mi-Jin                                                         |
| Vrouwen (team)        | KOR Yun Mi-Jin Kim Mun-Joung Park Hye-Youn Park Sung-Hyun   | TPE Yuan Shuchi Tsai Chingwen Peng Wei-Ting Chen Hsin-I      | CHN Zhang Juanjuan Yu Hui Yang Jian-Ping Han Lu                    |